# Kiefernkardinal

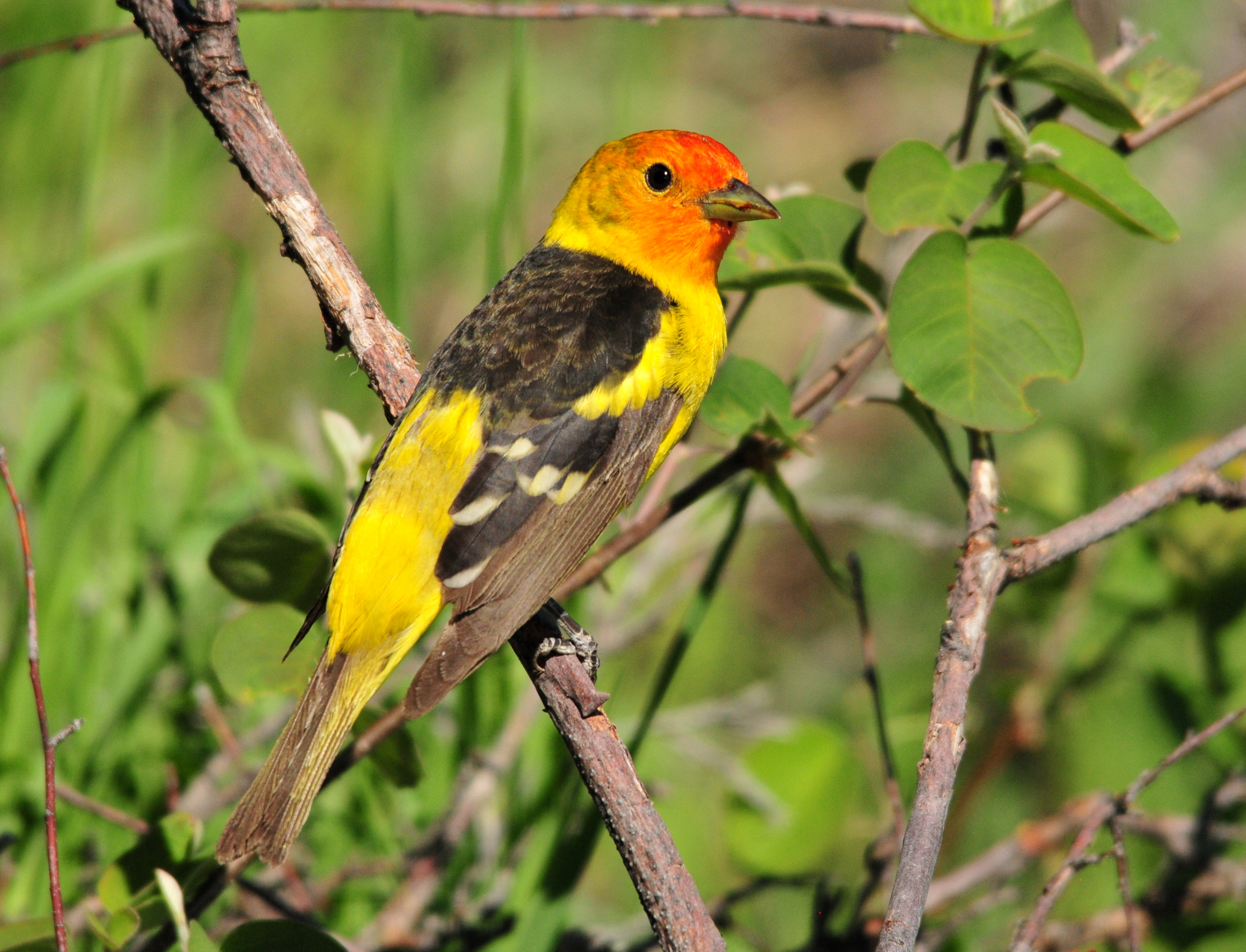
Kieferntangare (Piranga ludoviciana), Männchen im Brutgefieder

Der Kiefernkardinal (Piranga ludoviciana) oder Kieferntangare ist ein kleiner Vogel aus der Familie der Kardinäle (Cardinalidae). Entdeckt wurde der Vogel von Meriwether Lewis und William Clark während der Lewis-und-Clark-Expedition im Westen von Louisiana, weshalb er anfänglich von Alexander Wilson auch den Namen „Louisianatangare“ bekam.

## Merkmale
Kiefernkardinäle sind kleine bis mittelgroße, gedrungene Singvögel mit mittellangen Schwanzfedern. Das Kopfgefieder ist bei dem Männchen im Brutkleid leuchtend rot. Der rote Farbstoff im Kopfgefieder des Kiefernkardinals ist Rhodoxanthin, ein bei Vögeln seltenes Pigment. Es wird nicht vom Vogel gebildet, wie bei anderen Tangaren, sondern aus der Nahrung, vermutlich durch Insekten, aufgenommen. Im Nacken, an der Brust und auf der Unterseite ist das Federkleid gelb. Auf den grauschwarzen bis schwarzen Flügeldecken befinden sich gelbe und weiße Flügelstäbe. Die Rückenseite, außer dem gelben Hinterbereich, und die Schwanzfedern sind ebenfalls schwarzgrau bis schwarz. Bei dem Weibchen ist das Kopfgefieder olivgrün bis gräulich und die Flügeldecken und Schwanzfedern haben eine mattere schwarzgraue Farbe. Der vordere Rückenbereich ist wie das Kopfgefieder olivgrün bis gräulich. Im Winter nimmt der Kopfbereich des Männchens eine gelbliche Farbe an.
Der Schnabel ist kurz und an der Basis dick, nach Wilsons Erstbeschreibung gelblich hornfarben. Die Füße sind nach Wilson hellblau.

## Lebensweise und Verbreitung
Sie bauen ihre Nester meistens im unteren Bereich von Kiefern, Fichten und Tannen in bergigen Regionen und Mischwäldern. Im Durchschnitt legen sie 3 bis 5 hellblau bis blaugrünliche Eier.

### Nahrung
Sie ernähren sich überwiegend von Insekten. Gelegentlich werden auch Früchte verzehrt.

### Vorkommen
Das Verbreitungsgebiet erstreckt sich vom Nordwesten Kanadas über die nordwestlichen Vereinigten Staaten. Im Winter wandern sie in wärmere Gebiete. Ihr Verbreitungsgebiet erstreckt sich dann über Mexiko bis nach Mittelamerika und in den mittleren Westen der USA.